# سیارک ۵۱۴۴
سیارک ۵۱۴۴ (به انگلیسی: 5144 Achates، نامگذاری:1991XX) پنج هزار و صد و چهل و چهارمین سیارک کشف شده‌است که در ۲ دسامبر ۱۹۹۱ کشف شد.
قدر مطلق سیارک برابر ۸٫۹۰ است.